# Viaeneïta
La viaeneïta és un mineral de la classe dels sulfurs. Rep el nom pel professor Willy A. Viaene (Staden, Bèlgica, 22 de gener de 1940 - 13 de març de 2000), de la KU Leuven de Lovaina, Bèlgica.

## Característiques
La viaeneïta és un sulfur de fórmula química (Fe,Pb)₄S₈O. Va ser aprovada com a espècie vàlida per l'Associació Mineralògica Internacional l'any 1993. Cristal·litza en el sistema monoclínic. La seva duresa a l'escala de Mohs es troba entre 3,5 i 4,5.
Es tracta d'una espècie inusual caracteritzada per valències mixtes de sofre. Quan la viaeneïta es troba exposada a l'aire, s'entela en poques setmanes. És comparable amb l'albertiniïta, un altre mineral amb valència S atípica.
Segons la classificació de Nickel-Strunz, la viaeneïta pertany a «02.FD - Sulfurs d'arsènic amb O, OH, H₂O» juntament amb els següents minerals: quermesita, erdita, coyoteïta, haapalaïta, val·leriïta, yushkinita, tochilinita, wilhelmramsayita, vyalsovita i bazhenovita.

## Formació i jaciments
Va ser descoberta a La Mallieue, al municipi d'Engis, dins la província de Lieja, a Bèlgica. Es tracta de l'únic indret de tot el planeta on ha estat trobada aquesta espècie mineral.